# 쇼와정 (사이타마현)
쇼와정(庄和町)은 사이타마현 기타카쓰시카군에 있었던 정이다. 2005년 10월 1일 인접한 가스카베시와 합병해 새로운 가스카베시가 되어 소멸하였다.
국가선택 무형민속문화재인대 연날리기가 유명하며 그에 따른 명물과 대연회관이있었다. 또한 쇼와 종합공원 안에 동사무소가 있어 지역 주민들에게 친숙하다.

## 역사
쇼와정은 약 3만년전부터 간토 평야가 형성되면서 주변지역에도 평야가 되어 이후부터 사람이 살기 시작했다. 쇼와 50년 후반부터 사람들이 살았던 흔적들이 계속 발견돼 석기가 출토되었다.
쇼와 정 주변 지역은 강이 많아 나가누마나 아카누마(현존), 이누마(가스카베 시립 이누마 중학교 옆에 몇 미터의 늪지로서 현존:에도 시대 중기에 닛타 개발될 때까지 직경 2~3킬로미터에 이르는 대규모 늪이었다) 등의 늪지도 많아 습지대였기 때문에 벼농사에 적합하며 9세기경에는 장원이 발달했다.11세기 헤이안 시대 말기에는 하치조인 샤우코 내친왕으로의 기진지계 장원으로서 하하변장이 개간된다.장원은 '장원'이라고도 적고, 이 지역 지명에 사용되는 '장내'는 장원 중 즉 시모카와베 장을 가리킨다(마을 이름 유래 참조). 개발 영주인 시모카와베 유키요시, 시모카와베 유키헤이 부자 등이 장원을 관리하는 장관이 되어 미나모토요리마사, 미나모토요리토모 등의 비호를 받았다.시모카와베조는 이바라키현 후루카와시·고카초, 지바현 노다시, 사이타마현 가조시·구키시·고테시·스기토정·가스카베시(쇼와정)·마쓰부시초·요시가와시·미사토시에 걸쳐 있는 광대한 장원이었다.이 무렵 저택 숲을 동반한 가옥이 들어서게 된다.
13세기에 들어서자 시모카와베 씨를 대신하여 가마쿠라 막부 어가인 하타케야마 씨가 쇼와 정 주변 지역에서 세력을 갖게 된다. 하타케야마 중충이 집권 호조씨로 추토되자 하타케야마씨는 이 지역에서의 세력을 잃고 말았다, 이후 가스카베씨, 이와쓰키 오타씨, 후호쿠조씨, 도요토미씨가 이 지역을 지배하기 시작하였다. 도요토미씨의 전국적인 태합검지 실시로 하하변장의 복잡한 소유권과 지배권은 완전히 해체되었다. 17세기 에도 막부가 성립되면 쇼와 정 주변 지역은 에도 막부의 천령이 된다. 무사시쿠니 군 촌지에 따르면 당시 쇼와 정을 구성하고 있던 이누마 촌, 요네시마 촌, 아카사키 촌, 신주쿠 신덴 등의 마을들은 고료소나 하타모토의 관할로 도쿠가와 가문이 직접 또는 직속 가신에 의해 막부 말기까지 지배했다고 한다.덧붙여 에도 시대의 간에이 연간에는, 이나씨의 친족, 코지마 마사시게(코지마 쇼에몬 마사시게)가 쇼와정 니시호주카 지역의 강을 십수년의 세월에 걸쳐 개수 공사를 실시해, 에도가와의 치수 사업에 공헌했다. 치수 사업의 결과, 세키주쿠나 노다에서 에도로의 물자 수송이 활발해진다. 또, 메이지 시대부터 쇼와 시대에 걸쳐서는 농업용 배수 시설로서 쇼와쵸를 흐르는 나카가와에 많은 수문이 건설되었다(고카몬히 등).역사적 토목건조물로서의 가치가 높아 이들 수문은 현존하고 있으나 21세기에 들어서야 비로소 보호활동이 시작되었다.이 지역은 수해가 잦아 태풍에 대비하여 농가 헛간에는 천장에 화선이 매달려 있는 경우가 많았다.
에도시대 후기인 덴포 12년에는 사이코지 승려 조노부가 포교를 위해 쇼와정에 들렀을 때 양잠 고치 가격 상승과 쌀 수확량 증대, 남아 출산을 기원하며 에도가와 변의 니시호주카 지구에서 연날리기 축제를 시작했다고 전해진다. 이를 통해 적어도 19세기 중반에는 쇼와 정에 양잠업이 존재했음을 알 수 있다(양잠업은 2010년 현재, 구 쇼와 정에 존재하지 않는다). 덧붙여서 현재와 같은 매우 대형 연을 날리게 된 것은 메이지 시대 중반이 되어서이다.
다이쇼 봉환에 의해 에도 막부가 소멸되어 도쿠가와 가문이 소유한 천령은 메이지 정부로 인도되고 쇼와 정 주변 지역은 메이지 정부의 관할이 된다. 폐번치현과 정촌제 시행, 주변 자치체의 편입·합병을 거쳐 현재에 이루고 있다.
제2차 세계대전 중에는 일본 제국의 지휘 아래 미나미사쿠라이 역 앞에 있던 정공사 시계공장과 미나미사키 병원에서 학도 동원이 이루어졌다. 또한 쇼와 정 주변 지역은 소개지로 지정되었다. 쇼와 정은 에도 시대부터 농가의 부업으로서 전국적으로도 드문 쥐 사육이 이루어지고 있으며, 전시 중에는 특히 술잔에 쥐가 사육되었다. 이로 인해 731부대가 쇼와정에서 농가를 동원해 쥐에 의한 페스트균 생물무기 실험을 실시한 것이 아닌가 GHQ 문헌에 기재되어 있다. 20세기 말에 지역 현립 고등학교 지리역사연구부가 일부 취재했을 뿐 현재에 이르기까지 자세한 내용은 불분명하다.

## 연표
- 1889년 4월 1일 - 정촌제 시행에 의해 나카카쓰시카군 호슈바나촌, 도미타촌, 미나미사쿠라이촌, 가와베촌이 성립하였다. 성립당시 24개의 촌이 존재했었다.
- 1896년 3월 29일 나카카쓰시카군이 폐지되어 기타카쓰시카군에 편입되었다.
- 1954년 7월 1일 - 호슈바나촌, 도미타촌, 미나미사쿠라이촌, 가와베촌이 합병해 기타카쓰시카군 쇼와촌이 되었다.
- 1964년 4월 1일 - 정으로 승격해 기타카쓰시카군 쇼와정이 되었다.
- 2005년 2월 6일 - 가스카베시 문화 회관에서 합병 협정서에 조인하여 2005년 10월 1일 가스카베 시와 합병하는 것이 정식으로 결정된다.
- 2005년 10월 1일 - 가스카베시와 합병해 새로운 가스카베시가 되었다.

## 교통

### 도로
- 국도 16호선